# Jenoptik

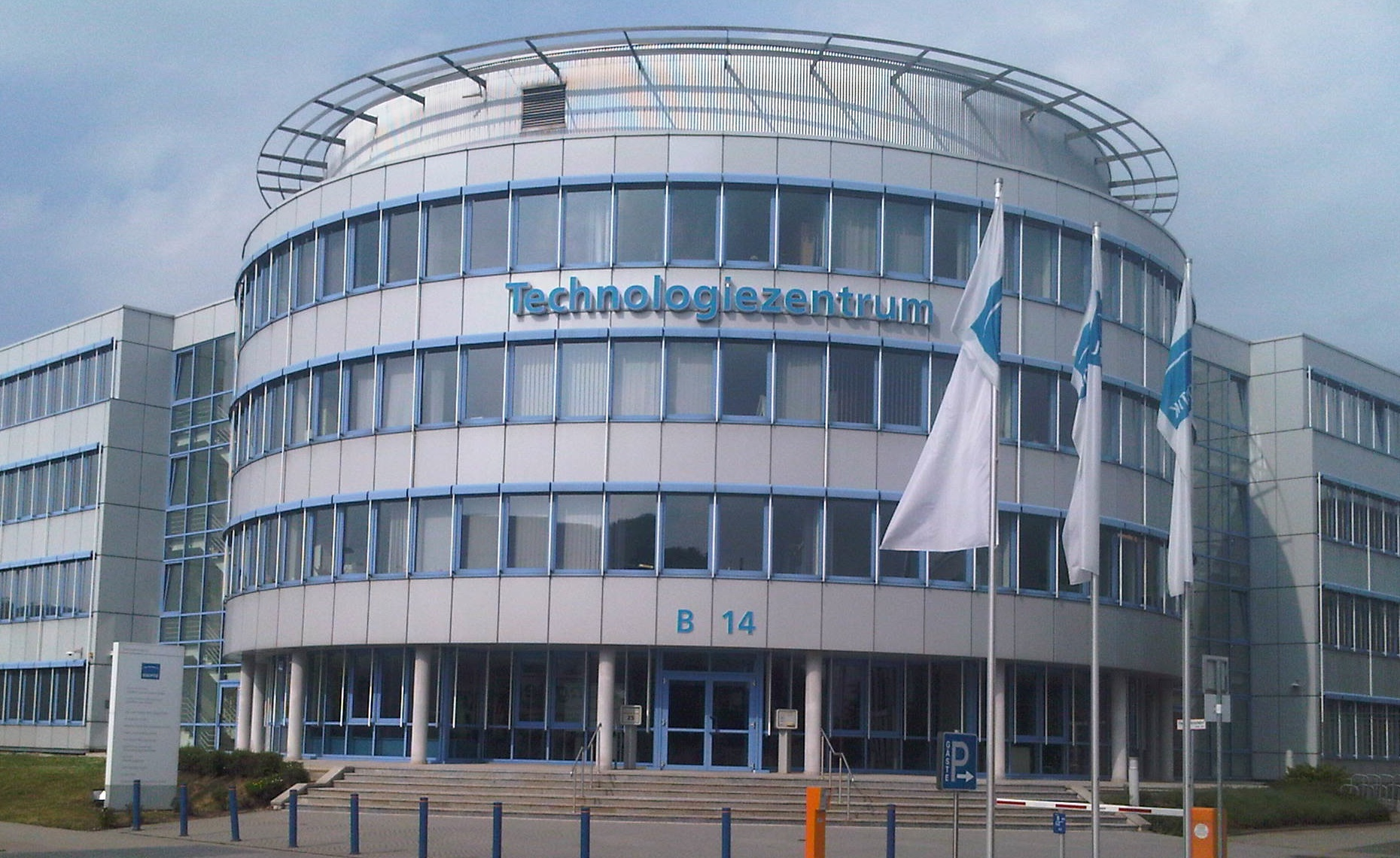
La Jenoptik a Jena-Göschwitz

La Jenoptik Aktiengesellschaft è un'azienda tedesca operante nei settori dell'ottica e dell'elettronica, con sede a Jena (Turingia).
Jenoptik è organizzata in tre divisioni principali: Light & Optics, Light & Production e Light & Safety. La divisione dedicata alla meccatronica è stata rinominata nel 2018 in Vincorion. L'azienda fornisce componenti e sistemi destinati all'industria automotive, alla tecnologia medica, alla sicurezza e all'aerospazio.

## Storia
La storia della società risale al 1846, quando Carl Zeiss aprì il suo laboratorio a Jena. Alla sua morte, il socio Ernst Abbe proseguì l'attività fondando il Carl-Zeiss-Stiftung di Jena. Successivamente furono fondate anche le aziende Carl Zeiss e Glaswerk Schott. Nel 1948, poco dopo la Seconda guerra mondiale, la Zeiss-Werk e la Glaswerk Schott furono nazionalizzate e fuse in una Volkseigentum (Proprietà del popolo) nella Repubblica Democratica Tedesca (DDR).
A metà degli anni '50, la Carl Zeiss Jena registrò il marchio Jenoptik.
Dopo la rivoluzione della Die Wende nella DDR, la Kombinat VEB Carl Zeiss di Jena fu smembrata. Nacque così la Carl Zeiss Jena GmbH e, il 10 settembre 1990, fu costituita la Jenoptik Carl Zeiss Jena GmbH, che comprendeva 13 stabilimenti e contava circa 30.000 dipendenti.
Il 25 giugno 1991, un accordo tra i Länder della Turingia e del Baden-Württemberg definì le sorti dello storico marchio Zeiss. Lothar Späth, già ministro-presidente del Baden-Württemberg, assunse la guida della Jenoptik Carl Zeiss Jena GmbH. Nello stesso anno, Jenoptik Carl Zeiss Jena GmbH costituì la società Jenoptik GmbH. Jenoptik rimase la società di Jena mantenendo la struttura tradizionale della Kombinat della DDR.
Alla società rimase la divisione di optoelettronica. Le altre attività furono trasferite dalla Jenoptik Carl Zeiss Jena GmbH alla nuova Carl Zeiss Jena GmbH. Il 51% delle azioni della Carl Zeiss Jena GmbH passò alla Carl Zeiss AG di Oberkochen, mentre il 49% rimase di proprietà del Land Turingia. Nel 1995, la Carl Zeiss di Oberkochen acquisì la totalità delle azioni detenute dalla Turingia.
Negli anni successivi, il gruppo Jenoptik fu oggetto di ristrutturazioni attraverso vendite e acquisizioni. Nel 1994 acquisì la Meissner + Wurst GmbH & Co. KG di Stoccarda, oggi conosciuta come M+W Group.
Il 1º gennaio 1996 Jenoptik divenne una società per azioni e acquisì la ESW GmbH di Wedel, che oggi costituisce la divisione VINCORION.
Il debutto in Borsa avvenne il 16 giugno 1998.

## Struttura

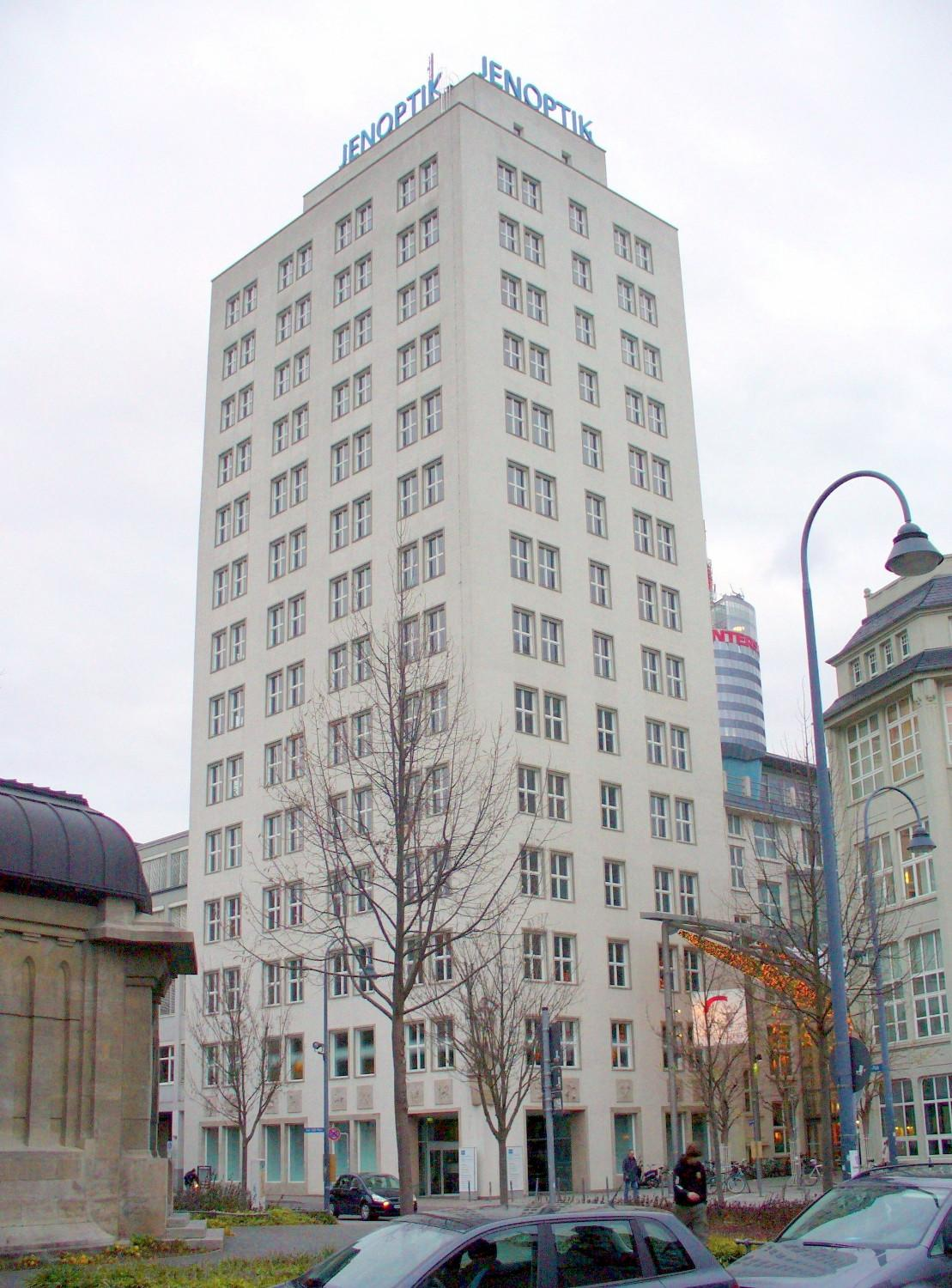
Sede Jenoptik AG Bau 36 in centro Jena

Prodotti e servizi:

### Divisione "Light & Optics"
Progettazione e sviluppo di sistemi ottici e microottici, soluzioni per l'ingegneria dell'informazione, per telecomunicazioni, biomeccatronica, laser, automotive e illuminotecnica.
- Optomeccanica e optoelettronica
- Componenti ottici, lenti, filtri
- Elementi diffrattivi e rifrattivi, sistemi microscopici
- Sistemi con videocamera e microscopia digitale
- Fotodiodi, LED e sensori di colore
- Microchip
- Componenti in optoelettronica per alta potenza
- Polimerottica
- Tecnologia laser (laser similepitassia su wafer (elettronica), diodi laser, diodi laser ad alta potenza, laser a stato solido come laser disc, Faser)
- LED industriali
- Sensori laser / Infrarosso

### Divisione "Light & Production"
Prodotti per la tecnologia fotonica e ottica.
Laser:
- Taglio e saldatura di parti metalliche e plastiche, vetro e ceramica
- Lavorazione di celle solari
- Lavorazione tridimensionale di metalli

Misurazioni industriali:
- Strumentazioni per misurazioni
- Contatori e misura di forma, controllo dimensionale
- Ottiche per controllo superfici

### Divisione "Light & Safety"
Sistemi per la sicurezza stradale e in generale.
- Sistemi e componenti (OEM, telecamere, sensori radar e laser)
- Osservazione trasporti (semafori, velocità del vento, classificazione veicoli)
- Servizi
- Software

### Vincorion
Meccatronica.
- Sistemi meccatronici per l'industria aerospaziale
- Veicoli militari e civili
- Sensori ottici per sicurezza e aerospazio
- Sistemi per la gestione dell'energia elettrica
- Sistemi di stabilizzazione meccatronici

## Altre società controllate

### Jenoptik Automatisierungstechnik
Fondata nel 1995 dalla Jenoptik AG, la Jenoptik Automatisierungstechnik (tecnologia di automazione) (JOAT) ha sede a Jena ed è specializzata nella produzione di sistemi per la lavorazione laser dei materiali, oltre a sistemi di movimentazione e assemblaggio.

### Jenoptik Laser
La Jenoptik Laser GmbH, con sede a Jena, si occupa di tecnologia laser. È stata fondata nel 2010 dalla fusione delle attività della Jenoptik Laserdiode GmbH e della Jenoptik Laser, Optik, Systeme GmbH.

### Jenoptik Diode Lab
La Jenoptik Diode Lab GmbH ha sede a Berlino-Adlershof (ex Akademie der Wissenschaften der DDR (Accademia delle Scienze della DDR)).

### Jenoptik Industrial Metrology Germany GmbH
La Jenoptik Industrial Metrology Germany GmbH, con sede a Villingen-Schwenningen, opera nel settore della metrologia. È nata nel 1876 dalla fusione tra la Hommelwerke di Hermann Hommel e la società franco-svizzera Etamic. Dal 2012, la Hommel-Etamic GmbH è entrata a far parte della divisione «Industrielle Messtechnik» (Metrologia Industriale) di Jenoptik AG.

### Jenoptik Robot
La Jenoptik Robot è una società controllata dalla Jenoptik AG, attiva dal 1999.